# Glasfabriek Sas van Gent
De Glasfabriek Sas van Gent, ook bekend als Sas Glas, was een glasfabriek te Sas van Gent en de eerste vlakglasfabriek in Nederland. Deze locatie werd in 2014 in verband met tegenvallende resultaten door Saint-Gobain gesloten. Daarvoor transformeerde het bedrijf vlakglas tot tal van verschillende producten. Het bedrijf behoorde tot de groep Saint-Gobain.

## Geschiedenis
De fabriek werd in 1899 gesticht door een groep Belgische investeerders als SA des Glaceries Néerlandaises. In 1900 startte de productie, maar er waren veel moeilijkheden te overwinnen en in 1904 werd de fabriek door Saint-Gobain overgenomen en ging ze verder als NV Nieuwe Nederlandsche Maatschappij tot Vervaardigen van Spiegelglas.
In 1912 begon men ook met de productie van chemicaliën gelieerd aan de kunstmestfabricage, zoals zwavelzuur (1919) en fosfaat. De fabriek heette sindsdien NV Nieuwe Nederlandsche Maatschappij tot Vervaardigen van Spiegelglas, Glazen Voorwerpen en Chemische Producten. Na een neergang tijdens de Eerste Wereldoorlog groeide de fabriek weer en telde ze al spoedig meer dan 700 werknemers. Doch toen in 1929 de economische crisis uitbrak, werden velen ontslagen, wat tot ernstige sociale problemen leidde.
Vrijwel direct nadat een nieuwe hardingsoven gereedkwam, brak de Tweede Wereldoorlog uit. De productie van gehard veiligheidsglas, onder de merknaam "Securit", kon daardoor pas in 1946 beginnen. Dit glas werd voor ruiten in auto's en treinen gebruikt.

## Zuid-Chemie
De chemische afdeling werd verzelfstandigd en kreeg in 1962 de naam Zuid-Chemie. In 1972 werd de kunstmestdivisie van Saint-Gobain samengevoegd met die van Produits Chimiques Kuhlmann onder de naam Generale des Engrais (GESA). Vanaf 1979 volgden een reeks overnames en in 1987 werd het Société Chimique de la Grande Paroisse. In 1990 werd dit overgenomen door Elf Aquitaine. In 2006 werd Zuid-Chemie eigendom van de Groep Rosier en in 2009 werd het Rosier Nederland BV.

## Sas Glas
In 1964 nam Saint-Gobain Holding de glasfabriek over. Men startte met de productie van emailglas onder de merknaam "Emalit". Het betrof gekleurde, decoratieve glassoorten voor bouwwerken. Hoewel in de periode 1973-1983 het aantal werknemers sterk werd verminderd, groeide de afzet en de internationale bekendheid, mede door de introductie van nieuwe glassoorten. Eén daarvan was "Cool-lite", een zonwerende, gecoate glassoort. Dit was in die zin bijzonder, dat de fabriek een van de weinige coaters in Europa was die op reeds gesneden en gehard glas coatings kon aanbrengen.
Opnieuw werd nu de naam gewijzigd en wel in SGGS Sas Glas, waarbij SGGS staat voor Saint-Gobain Glass Solutions. Het bedrijf ging zich specialiseren in glas voor gevelbekleding.
In 1999 werkten er 140 medewerkers bij Sas Glas. Men ging zich richten op de fabricage van architectureel glas voor de gevelbouw, waarvoor onder meer zeefdruktechnieken werden aangewend. Verder wordt er glas gesmolten ("Crea-Lite") en ook LED-in-Glas of digitale Mediafacades geassembleerd. Deze producten werden toegepast in tal van grote bouwprojecten, waaronder het gebouw voor het Nederlands Instituut voor Beeld en Geluid. Naast regionale projecten in de Benelux werden ook veel opzienwekkende projecten in het buitenland gerealiseerd, zoals de Doha Sport City Tower oftewel "The Torch Doha" (met led-in-glas), het Clarion Hotel (zeefdruk) in Trondheim of het opvallende gebouw "1000 Litas" (tevens met zeefdruk) in Kaunas, Litouwen.
In 2009 werd begonnen met een grondige modernisering van de bestaande gebouwen en het slopen van overbodig geworden productieruimten. Vanaf begin 2013 beschikte de glasfabriek ook over een installatie om gelaagd glas te maken. Hiermee kon gelaagd glas geproduceerd worden voor verschillende toepassingen: veiligheidsglas, geluidswerend, maar ook kogel- en explosiewerend glas tot de zwaarste beveiligingsklassen.
Op 4 april 2014 werd bekend dat de glasfabriek ging sluiten en er 89 mensen op straat kwamen te staan. Het bedrijf schrapte enkele jaren eerder al tientallen banen. Hoewel veel media anders berichtten, was er echter geen sprake van een faillissement. De locatie werd door de directie van Saint-Gobain onrendabel geacht en het ging dan ook om een uitsluitend commercieel gemotiveerd besluit om de locatie te sluiten. Tijdens de sluiting voerden medewerkers en vakbonden wekenlang actie voor een fatsoenlijk sociaal plan, dat oorspronkelijk door de concernleiding van Saint-Gobain niet aangeboden was.
Voor de modernisering en grondsanering van 2009 werden door Saint-Gobain afspraken met de gemeente Terneuzen gemaakt voor subsidies en ondersteuning als de werkgelegenheid behouden zou blijven. Het niet nakomen van deze afspraken leidde later tot een rechtszaak tussen Saint-Gobain en de gemeente. Saint-Gobain schikte voor ca. 1/3 van het toestaande bedrag en de gemeente moest de rest van haar vordering afboeken.